# Lepanthes protuberans
Lepanthes protuberans är en orkidéart som beskrevs av Carlyle August Luer och P.Jesup. Lepanthes protuberans ingår i släktet Lepanthes och familjen orkidéer. Inga underarter finns listade i Catalogue of Life.